# 身体集中反復行動
身体集中反復行動（しんたいしゅうちゅうはんぷくこうどう、英: Body-focused repetitive behavior、BFRB ）は、身体の一部を引っ張ったり、つまんだりすることによって繰り返し害を与える精神障害に分類される行動である。特定の行動は、爪を噛む、唇を噛む、頬を噛むなどである。これらの行動はやめようと試みても自分ではやめることができない。合併症には爪の損傷などがあげられる。
身体集中反復行動は強迫性障害と関連する障害に分類される。DSM-5では、身体集中反復行動障害（BFRBD）は、症状が抜毛症または皮膚むしり症ではよく説明されない場合にのみ診断される。これら2つの障害もBFRBDに分類される。診断には、機能が損なわれたり、苦痛が生じたりする程度の行動が著しくみられる。さらに、診断において、これらの行動は外見を変える努力とは無関係でなければならない。
治療には、認知行動療法などのカウンセリングや、 SSRIやN-アセチルシステインなどの薬物療法が含まれる場合がある。認知行動療法は、行動がいつ発生するかについての意識を高め、引き金を避ける努力をし、特定の行動を編み物のようなものに置き換えようとすることである。身体集中反復行動は歴史を通して説明されてきたが、健康問題として病名が付けられたのは1800年代後半である。抜毛症が最初にDSMに収載されたのは1987年であり、皮膚むしり症が正式に収載されたのは2013年である。